# كويدوبالدو ديل مونتي
كويدوبالدو ديل مونتي- Guidobaldo Del Monteء (6 يناير 1607 بيسارو، 11 يناير 1545 موباتشو). كان عالم رياضيات وفيلسوف، وعالم فلك إيطالي.
من الأعمال المهمة ل ديل مونتي "الكتب الستة عن الإظهار المنظوري (Perspectivae Libri VI)ء، 1600 بيزا. والتي ترجمت من الاتينية عام 1984.